# Shotgun (George Ezra)
Shotgun is een nummer van de Britse singer-songwriter George Ezra uit 2018. Het is de vierde single van zijn tweede studioalbum Staying at Tamara's.
"Shotgun" gaat over een reis die George Ezra met vrienden heeft gemaakt. Het nummer beschrijft delen van de reis en vooral het onderweg zijn. Het nummer werd in diverse Europese landen een grote hit, en wist de nummer 1-positie te bereiken in onder meer het Verenigd Koninkrijk, de Nederlandse Top 40 en de Vlaamse Ultratop 50.

## NPO Radio 2 Top 2000
| Nummer met noteringen in de NPO Radio 2 Top 2000 | '18  | '19 | '20  | '21  | '22  |
| ------------------------------------------------ | ---- | --- | ---- | ---- | ---- |
| Shotgun                                          | 1148 | 945 | 1463 | 1896 | 1500 |

1. ↑  Een vetgedrukt getal geeft de hoogste notering aan.
2. ↑  2018 was het eerste jaar met een notering voor dit nummer.
3. ↑  Deze tabel is bijgewerkt tot en met de laatste editie (2024).